# Luisa Alžběta Orleánská
Luisa Alžběta Orleánská (11. prosinec 1709 – 16. červen 1742) byla krátce španělská královna jako manželka španělského krále Ludvíka I.

## Biografie

### Původ, mládí
Luisa Alžběta se narodila jako pátá ze sedmi dcer vévody Filipa II. Orleánského a Františky Marie Bourbonské. Její matka byla legitimizovanou dcerou francouzského krále Ludvíka XIV. a jeho dlouholeté milenky Madame de Montespan. Jako takové se Luise dostalo jen nevalného vzdělání a vychování – nikomu na něm nezáleželo a nikdo se o ně nestaral, neboť se měla provdat za nějakého nevýznamného německého či italského knížete. Vévodkyně Františka Marie se výchovou svých dětí nezabývala, takže z dívek (Luisa Alžběta měla šest sester) vyrostly naprosto nedisciplinované osoby.

### Dynastické sňatky
Dívčin otec byl od roku 1715 regentem Francie po dobu neplnoletosti krále Ludvíka XV. Roku 1718 vypukla mezi Francií a Španělskem válka, neblahá pro obě země. Roku 1720 tedy španělský král Filip V. navrhl uzavření míru s tím, že by bylo stvrzeno uzavřením dvojího dynastického sňatku: jeho tříletá dcera Mariana Viktorie se měla provdat za Ludvíka XV. a Filipův syn a následník trůnu se měl oženit s regentovou dcerou. V té době ovšem již všechny regentovy dcery byly provdány, vyjma Mademoiselle de Montpensier, Luisy Alžběty, a její sestry Filipy. Obě se tedy měly provdat za španělské prince.
Roku 1721 Luisa Alžběta, ve věku sotva dvanácti let, odjela do Madridu. Dostalo se jí tam neobvykle chladného přijetí, především od královny Alžběty Farnese. 20. ledna roku 1722 se v Lermě uskutečnila její svatba s následníkem trůnu. Její sestra Filipa byla zasnoubena s princem Karlem, sňatek se však neuskutečnil a Filipa se vrátila zpět do Francie, kde ve věku 19 let zemřela. Nakonec sešlo i z plánovaného sňatku Mariany Viktorie s francouzským králem Ludvíkem XV. (sňatková politika francouzského dvora dala přednost méně urozené dceři polského krále, která nicméně přinesla francouzské koruně nárok na Lotrinsko). Sňatkem Luisy Alžběty s Ludvíkem se na jejím postavení v podstatě nic nezměnilo, třebaže přinesla věnem 4 miliony livrů. Dívka byla odstrkovaná, připravená o vše, co se dalo a její nedostatečné vychování jí v jejím postavení nikterak nepomáhalo. Začala se uzavírat do sebe a skutečně špatně chovat – např. chodila neoblečená, pouštěla veřejně větry, povykovala, vybuchla při sebemenším podnětu.

### Španělská královna
10. ledna 1724 král Filip V. podepsal dekret, kterým svému synu Ludvíkovi postoupil trůn. Důvody tohoto aktu jsou nejasné. Je možné, že se hodlal ucházet o francouzský trůn po brzy očekávané smrti Ludvíka XV. Podle Utrechtského míru, kterým skončily války o španělské dědictví, však bylo zakázáno, aby králem Francie a Španělska byla jedna osoba. Jiným důvodem mohlo být to, že Filip V. si byl vědom toho, že není schopen vlády v důsledku své nemoci. Ve skutečnosti však Španělsku Filip vládl dál. Luisa ovšem byla jako královna ještě více terčem silné kritiky pro své extravagantní a nepřístojné chování.
Ludvík brzy onemocněl neštovicemi a protože jeho mladičká manželka o něj pečovala, sama se nakazila rovněž. 31. srpna 1724, sedm a půl měsíce po svém nastoupení na trůn, sedmnáctiletý Ludvík zemřel, Luisa Alžběta však svou nákazu přežila. Mladí manželé neměli žádné potomky a Ludvíkův otec se poté znovu ujal vlády.

### Návrat do Francie
Po této tragické události se neoblíbená čtrnáctiletá Luisa Alžběta dostala do totální izolace, která se protahovala, protože Francie se o její návrat nestarala. Nakonec se do Francie vrátila tajně sama. Většinu zbytku svého nedlouhého života pak strávila vzdálena rušného dvora Ludvíka XV. Pobývala v Paříži, v Palais du Luxembourg a zámku Vincennes, který její otec daroval jedné z jejích sester. Jako královně-vdově jí náležely důchody ve výši 600 000 livrů, španělská strana je však odmítla vyplácet, neboť její sňatek s Ludvíkem byl anulován.
Luisa Alžběta zemřela v třiatřiceti letech 16. června roku 1742, zapomenutá všemi. Pohřbena byla v Kostele svatého Sulpicia v Paříži.

## Vývod z předků
|                         |                                      |  |                          |                                    |  |  |  |  |  |  |  | Jindřich IV. Francouzský |
|                         |                                      |  |                          |                                    |  |  |  |  |  |  |  |                          |
|                         | Ludvík XIII.                         |  |                          |                                    |  |  |  |  |  |  |  |                          |
|                         |                                      |  |                          |                                    |  |  |  |  |  |  |  |                          |
|                         |                                      |  |                          | Marie Medicejská                   |  |  |  |  |  |  |  |                          |
|                         |                                      |  |                          |                                    |  |  |  |  |  |  |  |                          |
|                         | Filip I. Orleánský                   |  |                          |                                    |  |  |  |  |  |  |  |                          |
|                         |                                      |  |                          |                                    |  |  |  |  |  |  |  |                          |
|                         |                                      |  |                          | Filip III. Španělský               |  |  |  |  |  |  |  |                          |
|                         |                                      |  |                          |                                    |  |  |  |  |  |  |  |                          |
|                         | Anna Rakouská                        |  |                          |                                    |  |  |  |  |  |  |  |                          |
|                         |                                      |  |                          |                                    |  |  |  |  |  |  |  |                          |
|                         |                                      |  |                          | Markéta Habsburská                 |  |  |  |  |  |  |  |                          |
|                         |                                      |  |                          |                                    |  |  |  |  |  |  |  |                          |
|                         | Filip II. Orleánský                  |  |                          |                                    |  |  |  |  |  |  |  |                          |
|                         |                                      |  |                          |                                    |  |  |  |  |  |  |  |                          |
|                         |                                      |  |                          | Fridrich Falcký                    |  |  |  |  |  |  |  |                          |
|                         |                                      |  |                          |                                    |  |  |  |  |  |  |  |                          |
|                         | Karel I. Ludvík Falcký               |  |                          |                                    |  |  |  |  |  |  |  |                          |
|                         |                                      |  |                          |                                    |  |  |  |  |  |  |  |                          |
|                         |                                      |  |                          | Alžběta Stuartovna                 |  |  |  |  |  |  |  |                          |
|                         |                                      |  |                          |                                    |  |  |  |  |  |  |  |                          |
|                         | Alžběta Šarlota Falcká               |  |                          |                                    |  |  |  |  |  |  |  |                          |
|                         |                                      |  |                          |                                    |  |  |  |  |  |  |  |                          |
|                         |                                      |  |                          | Vilém V. Hesensko-Kasselský        |  |  |  |  |  |  |  |                          |
|                         |                                      |  |                          |                                    |  |  |  |  |  |  |  |                          |
|                         | Šarlota Hesensko-Kasselská           |  |                          |                                    |  |  |  |  |  |  |  |                          |
|                         |                                      |  |                          |                                    |  |  |  |  |  |  |  |                          |
|                         |                                      |  |                          | Amálie Alžběta z Hanau-Münzenbergu |  |  |  |  |  |  |  |                          |
|                         |                                      |  |                          |                                    |  |  |  |  |  |  |  |                          |
| Luisa Alžběta Orleánská |                                      |  |                          |                                    |  |  |  |  |  |  |  |                          |
|                         |                                      |  |                          |                                    |  |  |  |  |  |  |  |                          |
|                         |                                      |  | Jindřich IV. Francouzský |                                    |  |  |  |  |  |  |  |                          |
|                         |                                      |  |                          |                                    |  |  |  |  |  |  |  |                          |
|                         | Ludvík XIII.                         |  |                          |                                    |  |  |  |  |  |  |  |                          |
|                         |                                      |  |                          |                                    |  |  |  |  |  |  |  |                          |
|                         |                                      |  |                          | Marie Medicejská                   |  |  |  |  |  |  |  |                          |
|                         |                                      |  |                          |                                    |  |  |  |  |  |  |  |                          |
|                         | Ludvík XIV.                          |  |                          |                                    |  |  |  |  |  |  |  |                          |
|                         |                                      |  |                          |                                    |  |  |  |  |  |  |  |                          |
|                         |                                      |  |                          | Filip III. Španělský               |  |  |  |  |  |  |  |                          |
|                         |                                      |  |                          |                                    |  |  |  |  |  |  |  |                          |
|                         | Anna Rakouská                        |  |                          |                                    |  |  |  |  |  |  |  |                          |
|                         |                                      |  |                          |                                    |  |  |  |  |  |  |  |                          |
|                         |                                      |  |                          | Markéta Habsburská                 |  |  |  |  |  |  |  |                          |
|                         |                                      |  |                          |                                    |  |  |  |  |  |  |  |                          |
|                         | Františka Marie Bourbonská           |  |                          |                                    |  |  |  |  |  |  |  |                          |
|                         |                                      |  |                          |                                    |  |  |  |  |  |  |  |                          |
|                         |                                      |  |                          | Gaspard de Rochechouart            |  |  |  |  |  |  |  |                          |
|                         |                                      |  |                          |                                    |  |  |  |  |  |  |  |                          |
|                         | Gabriel de Rochechouart de Mortemart |  |                          |                                    |  |  |  |  |  |  |  |                          |
|                         |                                      |  |                          |                                    |  |  |  |  |  |  |  |                          |
|                         |                                      |  |                          | Louise de Maure                    |  |  |  |  |  |  |  |                          |
|                         |                                      |  |                          |                                    |  |  |  |  |  |  |  |                          |
|                         | Madame de Montespan                  |  |                          |                                    |  |  |  |  |  |  |  |                          |
|                         |                                      |  |                          |                                    |  |  |  |  |  |  |  |                          |
|                         |                                      |  |                          | Jean de Grandseigne                |  |  |  |  |  |  |  |                          |
|                         |                                      |  |                          |                                    |  |  |  |  |  |  |  |                          |
|                         | Diane de Grandseigne                 |  |                          |                                    |  |  |  |  |  |  |  |                          |
|                         |                                      |  |                          |                                    |  |  |  |  |  |  |  |                          |
|                         |                                      |  |                          | Kateřina de La Béraudière          |  |  |  |  |  |  |  |                          |
|                         |                                      |  |                          |                                    |  |  |  |  |  |  |  |                          |